# Carlo Oppizzoni
Carlo Oppizzoni (ur. 15 kwietnia 1769 w Mediolanie, zm. 13 kwietnia 1855 w Bolonii) – włoski kardynał.

## Życiorys
Urodził się 15 kwietnia 1769 roku w Mediolanie, jako syn Francesca Oppizzoniego i Paoli Trivulzii. Studiował na Uniwersytecie Pawijskim, gdzie uzyskał doktorat z teologii i prawa kanonicznego. 25 maja 1793 roku przyjął święcenia kapłańskie. Następnie został archiprezbiterem kapituły katedralnej w Mediolanie, a podczas kongresu w Lyonie bronił praw kościelnych Republiki Cisalpińskiej. 20 września 1802 roku został wybrany arcybiskupem Bolonii, a następnego dnia przyjął sakrę. 26 marca 1804 roku został kreowany kardynałem prezbiterem i otrzymał kościół tytularny San Bernardo alle Terme. Cztery lata później Napoleon Bonaparte mianował go senatorem Królestwa Włoch i kawalerem Orderu Korony Żelaznej. W 1810 roku odmówił udziału w ślubie cesarza z Marią Ludwiką, przez co został przez niego pozbawiony godności kardynalskiej i beneficjów kościelnych. Po powrocie do Italii i odzyskaniu statusu osiadł w Bolonii, a w 1831 roku został na kilka miesięcy legatem a latere Bolonii, Rawenny, Forlì i Ferrary. W latach 1839–1855 był protoprezbiterem. Zmarł 13 kwietnia 1855 roku w Bolonii.